# جوریس کوریا
جوریس کوریا (انگلیسی: Joris Correa؛ زادهٔ ۲۵ دسامبر ۱۹۹۳) بازیکن فوتبال است.